# I. e. 214
Évszázadok: i. e. 4. század – i. e. 3. század – i. e. 2. század
Évtizedek: i. e. 260-as évek – i. e. 250-es évek – i. e. 240-es évek – i. e. 230-as évek – i. e. 220-as évek – i. e. 210-es évek – i. e. 200-as évek – i. e. 190-es évek – i. e. 180-as évek – i. e. 170-es évek – i. e. 160-as évek
Évek: i. e. 219 – i. e. 218 – i. e. 217 – i. e. 216 –  i. e. 215 – i. e. 214 – i. e. 213 – i. e. 212 – i. e. 211 – i. e. 210 – i. e. 209

## Események

### Itália
- Rómában Quintus Fabius Maximus Verrucosust és Marcus Claudius Marcellust választják consulnak.
- Tiberius Sempronius Gracchus praetor Beneventum mellett szétveri a karthágói Hanno által vezetett, többnyire dél-itáliai bruttiusokból és lucanusokból álló sereget, amelyet Hannibal utánpótlásának szántak. Néhány hónappal később Hanno Lucaniában győzi le az ott portyázó rómaiakat, közel annyi veszteséget idézve nekik, mint amennyit korábban elszenvedett.
- Hannibal végigpusztítja Neapolis környékét, majd Nolához vonul, ahol Marcellus consul meghátrálásra kényszeríti, de későn érkező lovassága miatt, nem tudja üldözőbe venni.
- Q. Fabius a Hannibalhoz pártolt Casilinumot ostromolja sikertelenül, majd Marcellus segítségével elfoglalja és – a végső roham előtt elvonulást kérők kivételével – minden lakóját lekaszaboltatja.
- Rómában Publius Furius Philus és Marcus Atilius Regulus censorok lefokozzák a szenátori és lovagi rendből azokat, akik a cannaei vereség után nyíltan arról beszéltek, hogy külföldre menekülnek, valamint, akik megfelelő indok nélkül nem teljesítettek katonai szolgálatot.
- Szürakuszai kiskorú királya, Hierónümosz, nagybátyjai által befolyásolva Karthágóval akar szövetkezni az eddigi római orientáció helyett. Összeesküvők egy csoportja meggyilkolja. Marcellus consul elfoglalja Leontinit, majd Szürakuszait veszi ostrom alá, de a város – Arkhimédész találmányai segítségével – visszaveri támadásait.

### Görögország
- Elkezdődik az első római-makedón háború. V. Philipposz makedón király újabb hadjáratot indít Illíria római fennhatóságú része ellen. 120 hajóból álló flottájával elfoglalja Oricumot, majd ostrom alá veszi Apolloniát.
- Marcus Valerius Laevinus római propraetor átkel az Adrián, visszaveszi Oricumot és kétezer katonát Apolloniához küld, akik éjjel észrevétlenül bejutnak a városba és a védők segítségével meglepetésszerűen megrohamozzák Philipposz táborát. A makedónok nagy emberveszteség árán hajóikon elmenekülnek, de Laevinus elállja a folyó torkolatát, így Philipposz felgyújtja a hajóit és szárazföldön tér haza.

## Halálozások
- Pharoszi Démétriosz, illír uralkodó
- Hierónümosz, szürakuszai király

## Fordítás
- Ez a szócikk részben vagy egészben  a(z)   214 BC című angol Wikipédia-szócikk ezen változatának fordításán alapul.  Az eredeti cikk szerkesztőit annak laptörténete sorolja fel. Ez a jelzés csupán a megfogalmazás eredetét és a szerzői jogokat jelzi, nem szolgál a cikkben szereplő információk forrásmegjelöléseként.